# Patogènesi
La patogènesi és la seqüència de succesos cel·lulars i tissulars que tenen lloc des del moment del contacte inicial amb un agent etiològic fins a l'expressió final de la malaltia.
L'estudi de la patogènesi de les malalties i síndromes és la patogènia, que aclareix la forma en la que una causa (l'etiologia del procés) porta finalment a produir una sèrie de signes i símptomes. És un terme molt similar al de fisiopatologia, si bé aquest darrer fa referència al funcionament de l'organisme (fisiologia) en les condicions de malaltia.